# TP ICAP
TP ICAP Group plc er en britisk finansiel servicevirksomhed med hovedkvarter i London. De udbyder forskellige finansielle serviceydelser, her i blandt handel med værdipapirer via. internettet.
Virksomheden blev etableret af Derek Tullett i 1971 som en foreign exchange broker, der gør forretninger under navnet Tullett & Riley.